# Chiaravalle apátság

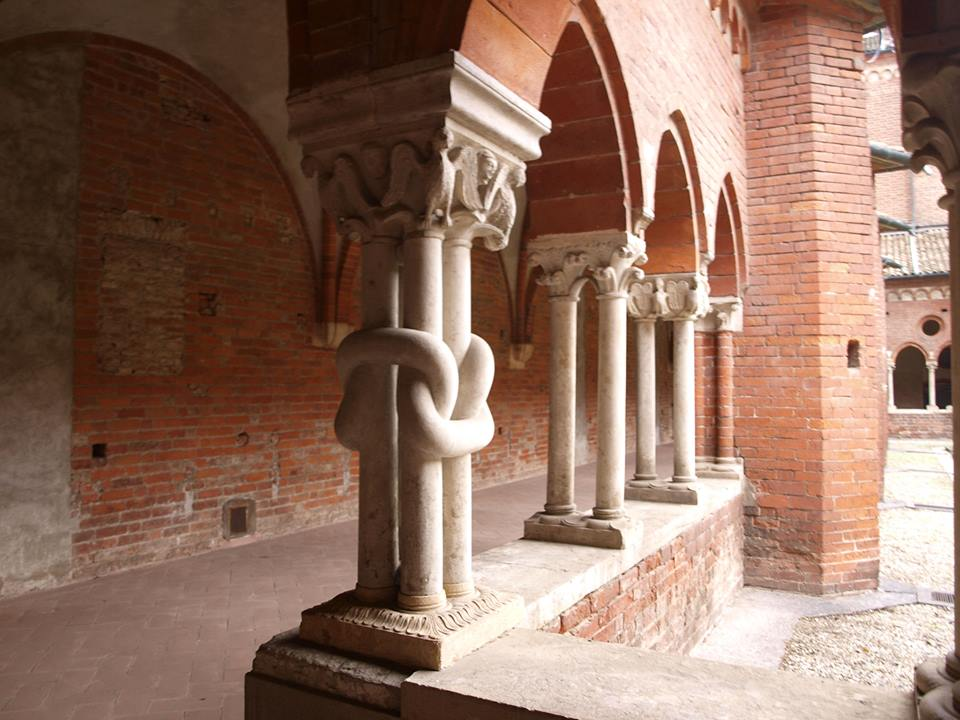
A belső kerengő részlete

A Chiaravalle-apátság (Abbazia di Chiaravalle vagy Santa Maria di Rovegnano) Milánótól délkeleti irányban mintegy 5 km-re található.

## Története
A rendet megalapító Clairvaux-i Szent Bernát apát építtette 1135-ben, annak az ingoványnak a helyén, amelyet a cisztercita barátok csapoltak le. A templomot Szent Bernát apát elolaszosított nevéről keresztelték el, és 1221-ben szentelték fel. 1413-ban épült a sekrestyéje, 1517-ben pedig az a válaszfal, amely a szerzeteseknek fenntartott hátsó részt elkülönítette a világiak számára szolgáló elsőtől. 1628-ban fedett előcsarnokot kapott. Bonaparte Napóleon tábornok uralma alatt a templomot lezárták, s a kolostor nagyobb részét lerombolták.  1861-ben, a Milánó–Genova-vasútvonal építésekor a Bramante által épített nagy kolostort (Chiostro Grande) lebontották. 1926-tól kezdve az egész komplexum alapos restauráláson ment át, jórészt újjáépítették. Az 1954-ig tartó munkálatok során a barokk díszítőelemeket eltávolították és visszaállították a templom eredeti, román stílusú külsőjét. 1952-ben a ciszterciták visszakapták a kolostort Alfredo Ildefonso Schuster kardinális közbenjárásának köszönhetően. 2004-ben restaurálták a templombelsőt díszítő freskókat.

## Leírása
A bejárat jelenleg egy régi erődtornyon vezet át; idáig ér a szerzetesek által lakott Foresteria, amelynek falain régi, gótikus oszlopcsarnok nyomai láthatók. A bejárat mögötti keskeny udvaron keresztül széles tér van, ennek túlsó oldalán áll maga a templom. Homlokzatának  szép, gótikus portálját eltakarja az 1628-ban épült előcsarnok.
A templom latinkereszt alaprajzú. Három hosszanti hajóját nyolc-nyolc oszlop választja el egymástól, amelyeket 17. századi freskók ékesítenek. Az ötödik oszloppárnál kezdődnek a gazdagon faragott szentély székek, Carlo Garavaglia 1465-ből származó alkotásai. A kereszthajó jobb szárnyának felső részén Bernardino Luini 1523-ban készült Madonna-freskója látható. A fő- és a kereszthajó találkozása, a négyezet fölött helyezkedik el a torony, amelynek belső falait egy 15. vagy 16. századi ismeretlen festő két értékes freskója díszíti. Stílusa Giottóéra emlékeztet. 
A szentély legfőbb dísze a faragott és intarziás apátszék, Gottardo Tedesco 1576-ban készült mesterműve. A cisztercita templomok építésmódjának megfelelően a szentélytől jobbra is balra is három-három kápolna található, amelyeket szintén értékes freskók és szobrok díszítenek. Az 1413-ban épült sekrestyében látható oltárlapot egy 16. századi Leonardo iskolájához tartozó művész alkotta. A jobb oldalhajó mellett húzódik az apátság 13. századból származó maradványa, egy kettős oszlopokon nyugvó, festett boltíves kerengő.  Itt található az apátság 1153. július 22-i alapítására emlékeztető márványtábla is. A kicsiny, négyzetes harangtorony 1568-ból származik